# 王の目
王の目（おうのめ）とは、アケメネス朝ペルシア帝国においてダレイオス1世が創始したサトラップ（総督）に対する王直属の巡察使機関である。主に地方の巡察及び地方行政の監督を行った。サトラップ制においては各属州（サトラピー）は国庫納貢と国軍召集の義務を負ったが、被征服民に対しては寛容主義の立場をとり、各地方の文化・言語・風俗については旧来のままとし、干渉しない政策をとっていた。王の目および「王の目と耳」と並び称される王の耳は、これら属州の離反を防ぎサトラップ制によって中央集権制度の実を上げるためサトラップ制を側面から補助した。